# Ройбос
Ро́йбос, разговорное произношение — ро́йбуш (африк. rooibos, произносится «ройбос», от rooi — красный, bos — куст) — напиток (фиточай), получаемый путём заваривания высушенных измельчённых листьев и побегов аспалатуса линейного (Aspalathus linearis), кустарника из семейства Бобовые (Fabaceae).

## Производство
Растение издавна использовалось местным населением Южной Африки для приготовления травяного чая. Собирать его листья, похожие на иголки, но дающие при заварке очень приятный ароматный и целебный настой, первыми начали готтентоты, коренные жители тех мест. От них про напиток узнали в XVIII столетии голландские поселенцы, а в XIX веке — проживавшие в Кейптауне англичане. Ройбос стал тем же, чем в других регионах являются чай, кофе, мате — ежедневным тонизирующим безалкогольным напитком. Он считается не только приятным, но и очень полезным, придающим энергию, укрепляющим здоровье. В качестве аналога южноафриканцы заваривают также ханибуш.

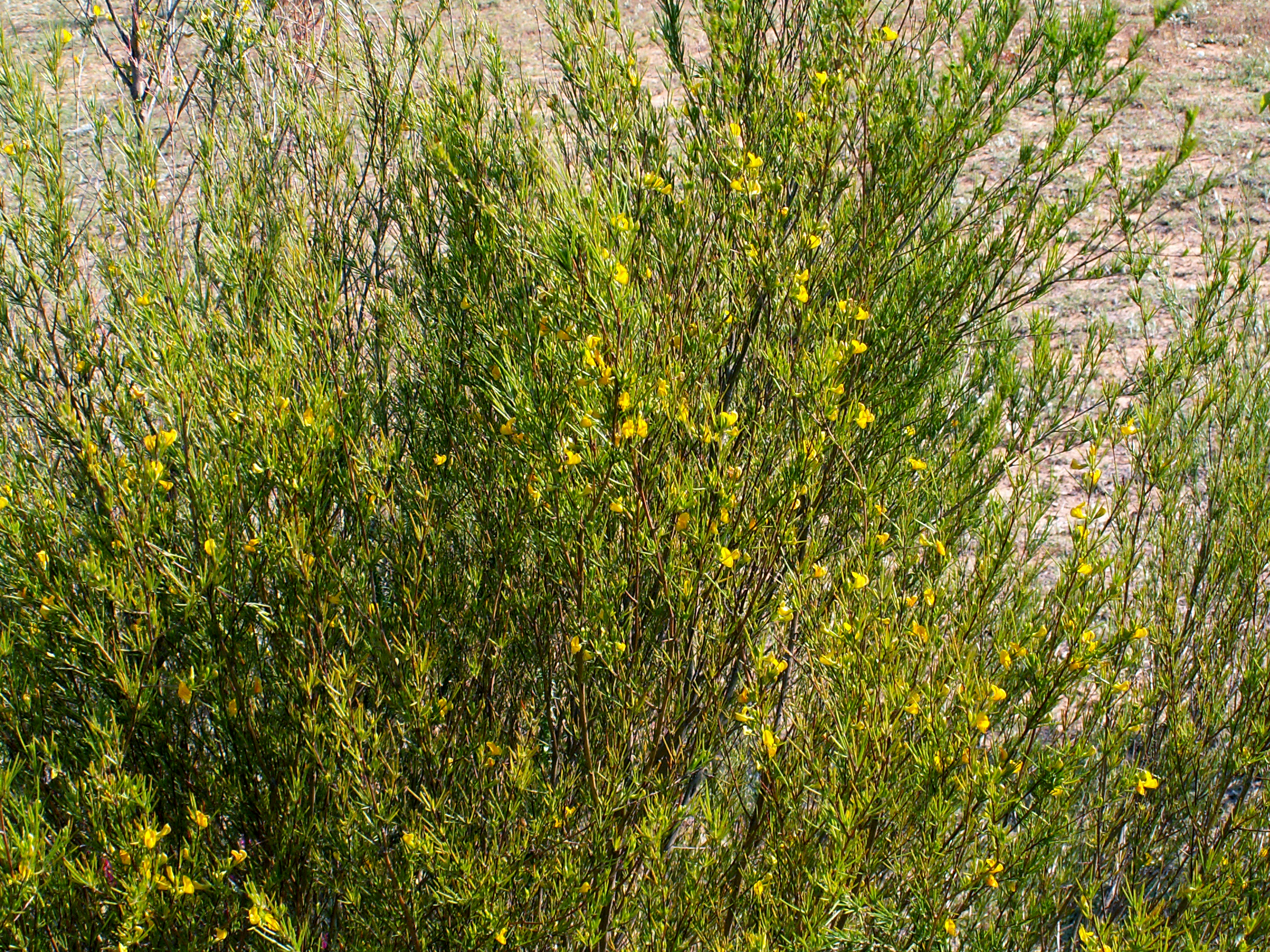
Кусты аспалатуса линейного

Из европейцев с ройбосом первыми познакомились в XVIII веке голландцы, позже он стал известен практически во всех частях света. Факт употребления ройбоса готтентотами для приготовления напитка обнаружил Карл Петер Тунберг, который находился в Южной Африке по поручению голландской Ост-Индской компании.
Распространение ройбоса в Европе началось в первые годы XX века. Ему способствовал предприниматель-эмигрант Вениамин Гюнзберг (Бенджамен Гинзберг) из Динабурга, который в начале XX века организовал промышленное производство ройбоса и его экспорт в Европу. Первым, кто смог вырастить ройбос из семян на плантации, был врач Питер Ле Фрас Нортье.
В настоящее время Aspalathus linearis выращивается в ЮАР в промышленных масштабах. Вся долина Седерберг занята плантациями этого растения. Годовое производство составляет около 12000 т, из них 6000 т идёт на экспорт. Половина экспортируемого объёма потребляется Германией. Предпринимались попытки культивировать аспалатус линейный в Южной Америке и Австралии, но успеха они не имели.
На производство идут кусты возрастом 1,5 года. С кустарников срезаются тонкие ветви, на фабрике они измельчаются, после чего проводится ферментация (аналогично производству чая) — сырьё выкладывают на горизонтальную поверхность, поливают водой и оставляют на несколько часов под солнцем. После ферментации проводится быстрая сушка (сейчас используются вакуумные сушильные агрегаты), сортировка, пастеризация, фасовка. Фасуется ройбос точно так же, как чай — либо россыпью в пакеты и коробки, либо в одноразовые заварочные пакетики. Большинство крупных чаеторговых фирм предлагают в своей линейке продукции несколько вариантов ройбоса, в различной упаковке, ароматизированного, в составе различных чаеподобных смесей.

## Приготовление напитка

### Заваривание

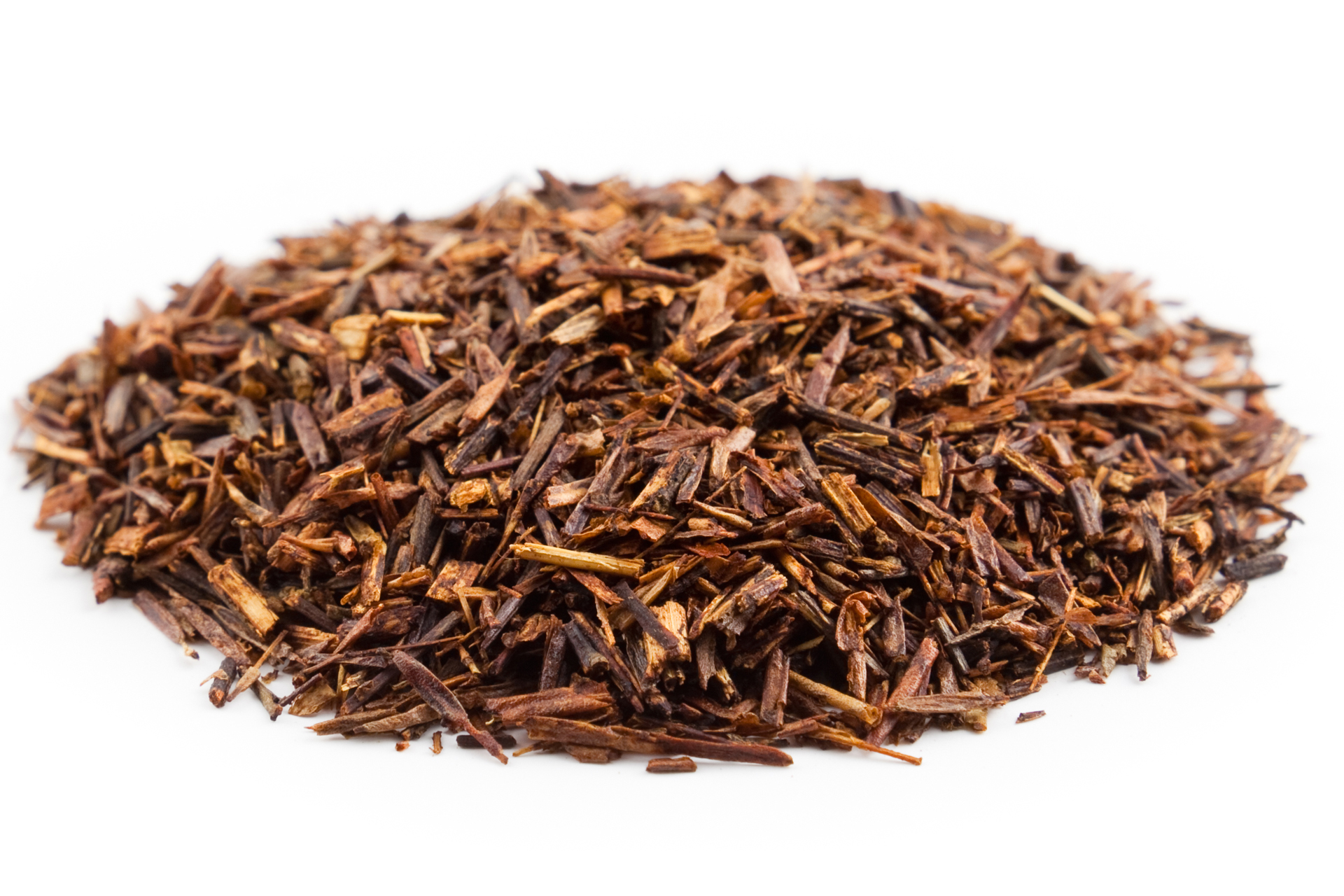
Сухой ройбос

Ройбос заваривается в обычном заварочном чайнике. Процесс заваривания весьма прост — ройбос нужно залить кипятком и выдержать не менее пяти минут. Иногда рекомендуют для лучшей экстракции на время настаивания поместить чайник в горячую духовку, чтобы он не остывал или даже продолжал кипеть — в отличие от обычного чая, ройбос нормально переносит кипячение. Для кипячения ройбоса целесообразно использовать чайники из жаропрочного стекла, нагреваемые на электрической плите или газовой — через рассекатель.
Дозировка сухого ройбоса приблизительно соответствует дозировке чёрного чая — одна-две чайные ложки на чашку. «Чаинки» ройбоса очень плотные, процесс экстракции содержащихся в них веществ достаточно длительный, поэтому ройбос вполне можно заваривать несколько раз, причём при повторных завариваниях напиток получается почти таким же насыщенным, как и при первом.

### Эспрессо из ройбоса
Южноафриканец Карл Преториус изобрёл оригинальный способ приготовления ройбоса — в кофеварке для эспрессо. Ему удалось получить «эспрессо из ройбоса» — напиток, внешне похожий на кофе эспрессо, с «шапочкой» пены, очень крепкий (крепость увеличивается из-за того, что ройбос при приготовлении размалывается, что даёт гораздо лучшую экстракцию), кирпично-красного цвета с шафрановым отливом. Для получения его Преториусу пришлось отобрать подходящий для этого высококачественный сорт ройбоса. Преториус запатентовал своё изобретение, а позже появились и другие разработки «кофейного» направления — красный капучино, красный латте, красный капучино со льдом.

## Состав и свойства
Ройбос не содержит кофеина и имеет низкий уровень танинов (менее 5 %) и относительно высокий уровень витамина С (приблизительно 9,4 %).
Исследования, проводившиеся в Японии, установили высокую способность подавления активности некоторых сильных мутагенов у мышей. Считается, что ройбос — источник, богатый сальвестролами.
Кроме того, были продемонстрированы защитные свойства красного кустарника против повреждения ЦНС в определённых участках мозга.
Флавоноиды, содержащиеся в чае, демонстрируют антиоксидантные свойства как in vitro, так и in vivo. Тем самым радиозащитный эффект чая из ройбоса можно объяснить механизмом защиты организма от свободных радикалов.
В то же время в листьях нет значимых активных соединений, за исключением фтора и меди. В частности, одна чашка ройбоса (3 г сухой заварки) содержит:
- 0,07 мг железа;
- 1,67 мг магния;
- 0,22 мг фтора;
- 0,04 мг марганца;
- 7,12 мг калия;
- 6,16 мг натрия;
- 1,09 мг кальция;
- 0,04 мг цинка;
- 0,07 мг меди

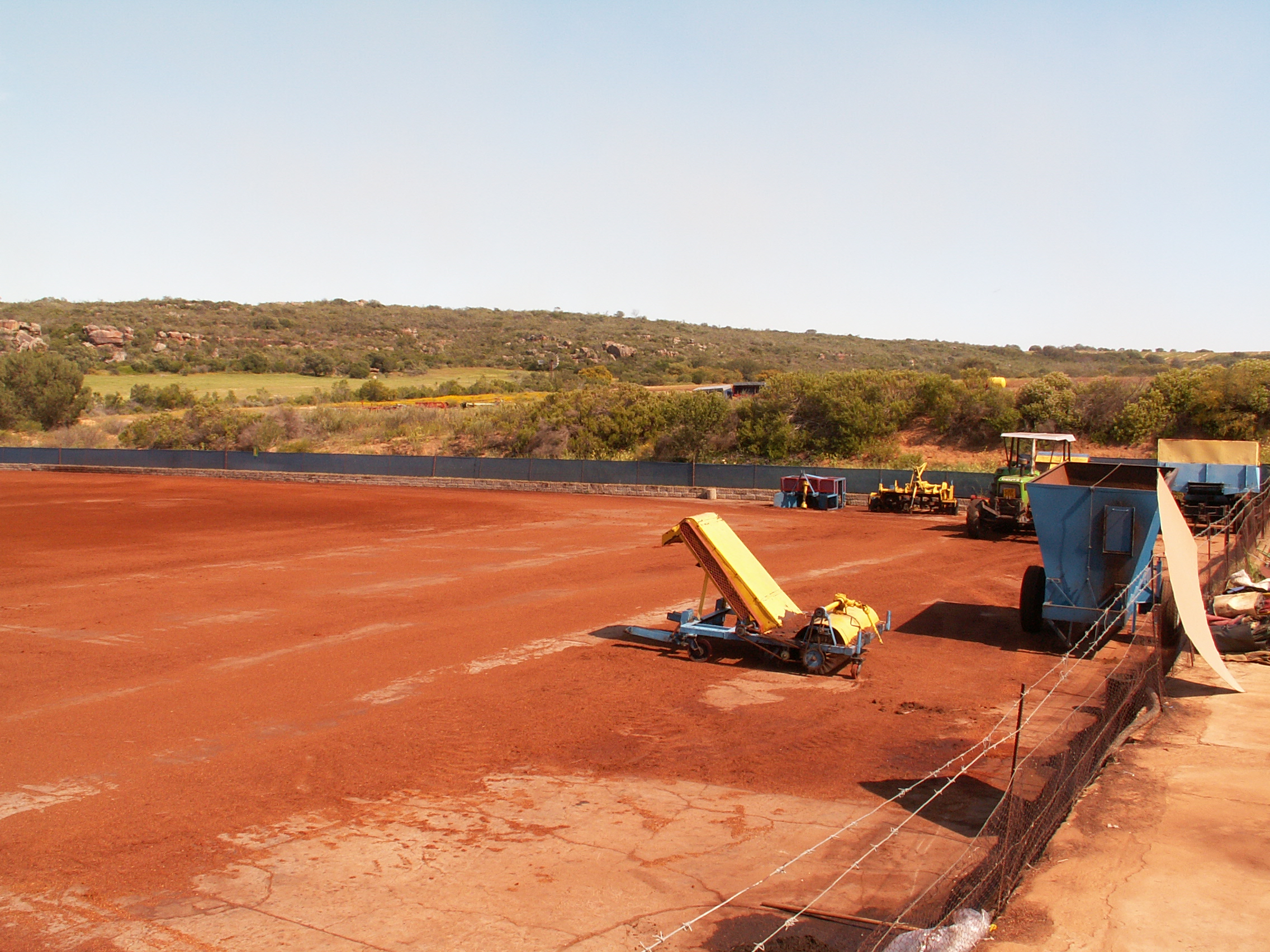
Ферма по производству ройбоса

Ройбос хорошо утоляет жажду и тонизирует. Так как, в отличие от чая и кофе, ройбос не содержит кофеина, он может использоваться как полная или частичная замена этих напитков людьми, которым по каким-то причинам кофеин противопоказан. По этой же причине ройбос может без ограничений употребляться маленькими детьми. Наличие в составе ройбоса глюкозы делает его вкус сладковатым без использования сахара или подсластителей.
Также ройбос широко применяется в африканских странах для облегчения колик у новорождённых.